# Otakar Bradáč
Otakar Bradáč (10. listopadu 1874 Paceřice – 11. ledna 1924 České Budějovice) byl český hudební skladatel.

## Život
Pocházel z hudební rodiny. Narodil se v Paceřicích v rodině učitele Josefa Bradáče a jeho ženy Marie roz. Pohorské. Oba jeho bratři, Ladislav Bradáč a Jaroslav Bradáč, byli rovněž hudební skladatelé. Své mladí prožil ve vlastibořické škole, kde byl jeho otec učitelem (v letech 1877–1905). Vystudoval hru na varhany na Pražské konzervatoři. Nějaký čas pobýval u bratra Ladislava ve Vukovaru ve Slavonii jako učitel hudby. Po návratu do českých zemí se stal ředitelem hudební školy v Litovli. V roce 1904 si otevřel vlastní hudební školu v Plzni a v roce 1915 v Českých Budějovicích, kterou vedl až do konce svého života. Působil i jako sbormistr českobudějovického Hlaholu.

## Dílo
Bradáčovo dílo vychází z lidových motivů a je prodchnuto vlasteneckým a všeslovanským cítěním. Slovanské melodie a operní aktovka Obžínky byly odměněny cenou České akademie věd a umění. Kromě komorních skladeb, sborů a skladeb pro symfonický orchestr komponoval i pro dechové orchestry.

### Opery
- Obžínky (1896)
- Kostnice sedlecká (1905)

### Orchestrální skladby
- Chorvatské tance (1893)
- Slovanské melodie (1894)
- Cikánský tanec (1895)
- Symfonie „Probuzení jara v Podještědí“ (1901)
- Koncertní valčíky pro klavír a orchestr (1901)
- Hrad Bouzov (symfonický obraz – 1902)
- Z pojizerského ráje (fantasie – 1902)
- Víra, naděje láska (symfonické básně – 1910)
- V ráji slovanských Luhačovic (1910)
- Symfonie „Můj sen o mrtvých“ (1912)

### Sbory s orchestrem
- Duma při mši svaté (1897)
- Na Golgotě (na slova Josefa Svatopluka Machara – 1904)
- My chceme být (na slova Elišky Krásnohorské – 1906)